# Harpacticus spinulosus
Harpacticus spinulosus är en kräftdjursart som beskrevs av Lang 1965. Harpacticus spinulosus ingår i släktet Harpacticus och familjen Harpacticidae. Inga underarter finns listade i Catalogue of Life.